# ناصر الأحرق
ناصر عبد السلام الأحرق (مواليد 5 يناير 1999) هو لاعب كرة قدم قطري يلعب مع نادي الشحانية معار من نادي الغرافة في دوري نجوم قطر كلاعب وسط.

## مسيرة اللاعب
كانت له تجربة إحترافية في كولتورال ليونيسا الإسباني و لعب بعدها في نادي الغرافة وأعير إلى نادي الخور ونادي الشحانية.